# Herbert Miles

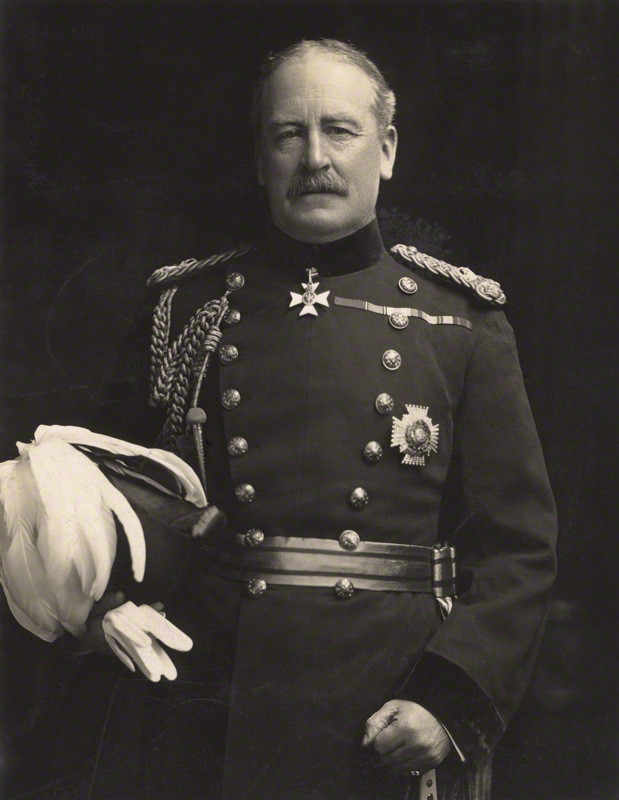
Generalleutnant Sir Herbert Miles (Fotografie von Henry Walter Barnett, um 1915).

Sir Herbert Scott Gould Miles, GCB, GCMG, GBE, CVO (* 31. Juli 1850; † 6. Mai 1926) war ein britischer Offizier der British Army, der als Generalleutnant zwischen 1908 und 1912 Generalquartiermeister (Quartermaster-General to the Forces) war. Er bekleidete ferner von 1913 bis 1918 das Amt als Gouverneur von Gibraltar.

## Leben

### Offiziersausbildung, Zweiter Burenkrieg und Kommandant des Staff College Camberley

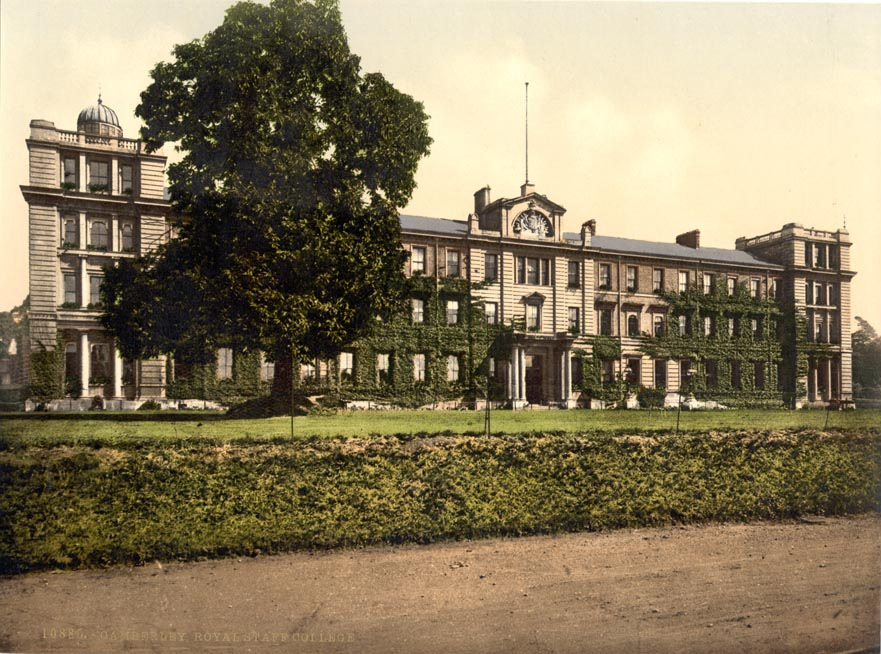
Oberst Miles war zwischen 1898 und 1903 mit einer einjährigen Unterbrechung Kommandant des Staff College Camberley.

Herbert Scott Gould Miles, Sohn von Generalmajor William Miles, trat 1869 als Leutnant (Second Lieutenant) in das Infanterieregiment 101st Regiment of Foot (Royal Bengal Fusiliers) ein. Er absolvierte später zudem ein Studium der Rechtswissenschaften und erhielt 1880 seine anwaltliche Zulassung als Barrister bei der Anwaltskammer (Inns of Court) von Inner Temple, woraufhin er für einige Jahre aus dem Militärdienst ausschied. Nach seiner Rückkehr in den Militärdienst wurde er 1889 erst Stellvertretender Assistierender Generalquartiermeister im Kriegsministerium (Deputy Assistant Quartermaster-General, War Office) und dann 1893 stellvertretender Generaladjutant der Garnison Aldershot (Assistant Adjutant-General, Aldershot Command). Für seine Verdienste wurde er 1897 Mitglied (Member) des Royal Victorian Order (MVO). 
Im März 1898 übernahm er als Oberst (Colonel) von Oberst Henry Hildyard erstmals den Posten als Kommandant des Staff College Camberley und hatte diesen bis Oktober 1899 inne, woraufhin er während des Zweiten Burenkrieges stellvertretender Generaladjutant und Chef des Stabes der Natal Field Force unter Kommandeur Generalmajor Redvers Buller. Für seine militärischen Verdienste wurde er 1900 zum Companion des Order of the Bath (CB) ernannt. Nach seiner Rückkehr nach Großbritannien fungierte er zwischen November 1900 und Dezember 1903 erneut als Kommandant des Staff College Camberley, nachdem zwischenzeitlich von Oktober 1899 und November 1900 der stellvertretende Generaladjutant der Royal Artillery, Generalmajor William Francis Moore Hutchinson diesen zusätzlich Posten innehatte. Für seine Verdienste in dieser Zeit wurde Miles auch Commander des Royal Victorian Order (CVO). Sein Nachfolger als Kommandant des Staff College Camberley wurde im Dezember 1903 Oberst Henry Rawlinson.

### Aufstieg zum Generalleutnant, Generalquartiermeister und Gouverneur von Gibraltar

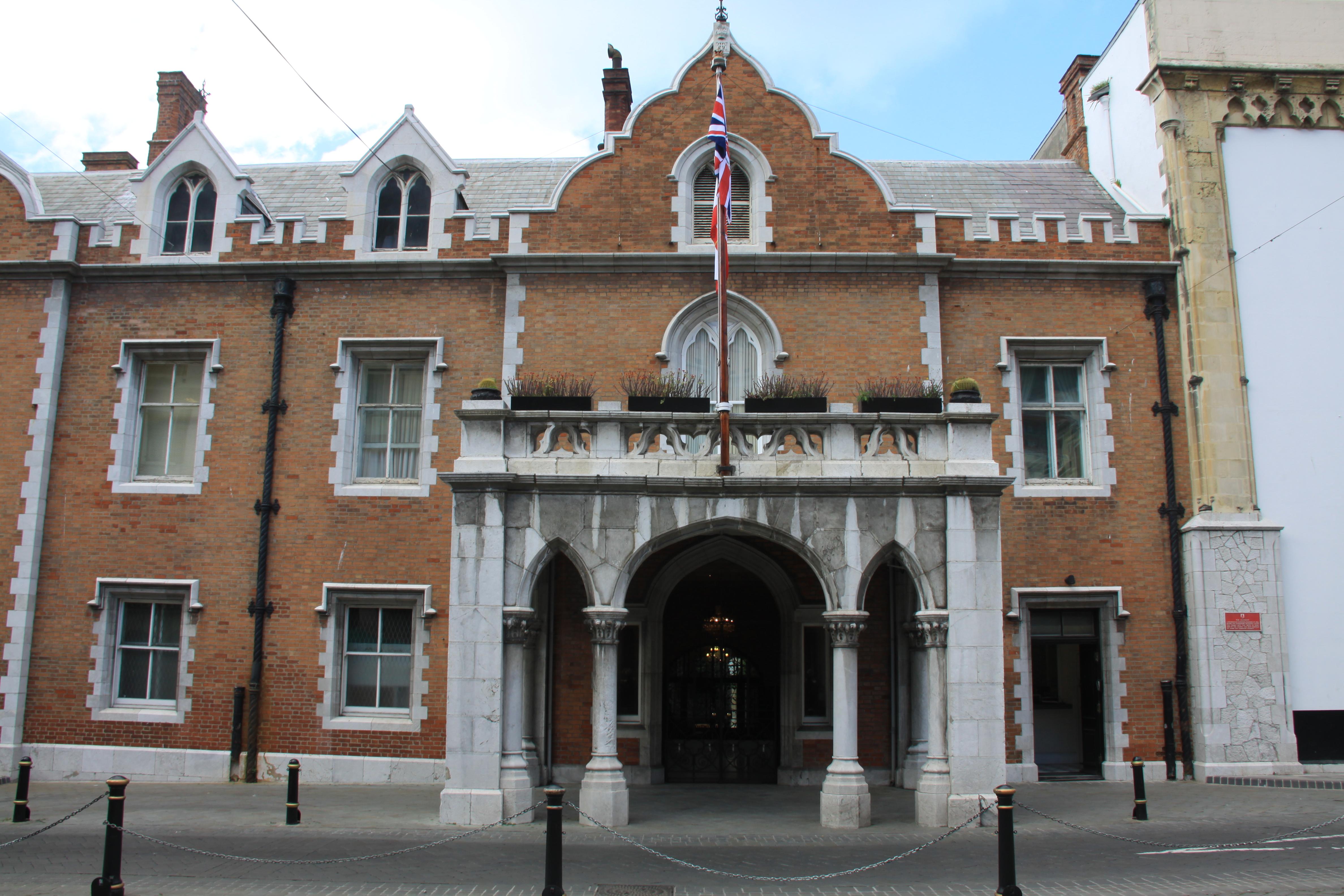
The Convent diente Miles während seiner Amtszeit als Gouverneur von Gibraltar von 1913 bis 1918 als Wohnsitz.

Im Dezember 1903 kehrte Miles nach Südafrika zurück und war bis Mai 1904 als Generalmajor (Major-General) Kommandeur des Militärdistrikts Kapkolonie (General Officer Commanding, Cape Colony District). Im Anschluss wechselte er im Juni 1904 ins Kriegsministerium und war dort bis April 1908 Direktor für Rekrutierung und Organisation (Director of Recruiting and Organization, War Office). Im April 1908 übernahm er als Generalleutnant (Lieutenant-General) von General Sir William Nicholson den Posten als Generalquartiermeister (Quartermaster-General to the Forces) und verblieb auf diesem Posten bis Juni 1912, woraufhin General Sir John Cowans ihn ablöste. Am 26. Juni 1908 wurde er zum Knight Commander des militärischen Zweiges des Order of the Bath (KCB (Mil)) geschlagen und führte seither den Namenszusatz „Sir“.
Am 11. Juni 1913 wurde Generalleutnant Sir Herbert Miles Nachfolger von General Sir Archibald Hunter als Gouverneur von Gibraltar. Er bekleidete dieses Amt bis zum 9. Juli 1918 und wurde daraufhin von General Sir Horace Smith-Dorrien abgelöst. Während seiner dortigen Amtszeit wurde er am 1. Januar 1914 als Knight Grand Cross des militärischen Zweiges des Order of the Bath (GCB (Mil)), am 1. Januar 1916 als Knight Grand Cross des Order of St Michael and St George (GCMG) sowie am 4. Oktober 1918 als Knight Grand Cross des Order of the British Empire (GBE) ausgezeichnet. Ferner wurde die 1917 fertiggestellte Sir Herbert Miles Road nach Catalan Bay zum Felsen von Gibraltar sowie die Sir Herbert Miles Promenade benannt. Seine Tochter Gladys Margaret Miles war in zweiter Ehe mit Edgar Trevelyan Stratford Dugdale verheiratet, der unter anderem Friedensrichter (Justice of the Peace) in der Grafschaft Leicestershire war.